# Landrush
Landrush è un film del 1946 diretto da Vernon Keays.
È un western statunitense ambientato negli anni 1880 con Charles Starrett, Doris Houck e Smiley Burnette. Fa parte della serie di film western della Columbia incentrati sul personaggio di Durango Kid.

## Produzione
Il film, diretto da Vernon Keays su una sceneggiatura e un soggetto di Michael L. Simmons, fu prodotto da Colbert Clark per la Columbia Pictures e girato nell'Iverson Ranch a Chatsworth, Los Angeles, California, dal 5 al 13 novembre 1945.

## Distribuzione
Il film fu distribuito negli Stati Uniti dal 18 novembre 1946 al cinema dalla Columbia Pictures.
Altre distribuzioni:
- in Brasile (A Cicatriz Acusadora)
- nel Regno Unito (The Claw Strikes)

## Promozione
Le tagline sono:
- THE DURANGO KID AT HIS ROUGHEST TOUGHEST BEST!
- YOU CAN'T TOP THIS FOR ACTION AND ROMANCE!
- The West Rocks With Action And Romance!
- TOPS FOR ACTION AND FUN!
- Topping Their Best In Action And Fun!
- Durango And Smiley Corral A Herd Of Rustlers...Laughs And Songs!
- CHEER DURANGO AND SMILEY...as they NAB PONY EXPRESS RAIDERS!